# Muriel Grossfeld
Muriel Davis-Grossfeld (Indianápolis, 7 de outubro de 1940 – Milford, 17 de janeiro de 2021) foi uma ginasta estadunidense que competiu em provas de ginástica artística.
Grossfeld fez parte da equipe estadunidense que disputou os Jogos Pan-americanos de São Paulo, em 1963. Na ocasião, conquistou a medalha de ouro por equipes, ao superar as canadenses pela segunda vez consecutiva. Ao longo da carreira, compôs a seleção que disputou os Jogos Olímpicos de Melbourne em 1956, as Olimpíadas de Roma, em 1960, e os Jogos de Tóquio, 1964, nos quais obteve como melhor colocação o nono lugar coletivo. Competiu ainda o Campeonato Mundial de Praga, em 1962, sem subir ao pódio. Também ganhou dezoito campeonatos nacionais.
Morreu em 17 de janeiro de 2021, aos 80 anos, em Milford.
| “ | Forte de corpo e alma, celeste em voo e graça, Muriel foi uma verdadeira artesã da ginástica. Foi uma entre as únicas a participar como atleta, treinadora e árbitra nos Jogos Olímpicos | ” |